# Bloodied, But Unbowed
Bloodied, But Unbowed è un album della band Desperado fondata dal cantante Dee Snider nel 1988 dopo lo scioglimento dei Twisted Sister.
L'album contiene le 11 tracce del full-length Ace inciso già nel 1988 ma rifiutato dalla allora casa discografica Elektra Records e 2 tracce provenienti da alcuni demotape autoprodotti nel 1990.

## Tracce
1. Hang 'em High – 4:51
2. Gone Bad – 3:44
3. The Maverick – 5:06
4. The Heart Is a Lonely Hunter – 7:11
5. Calling for You – 4:54
6. See You at Sunrise – 5:53
7. There's No Angels Here – 4:54
8. Made for Trouble – 3:45
9. Ride Thru the Storm – 4:30
10. Son of a Gun – 5:34
11. Emaheeval – 4:25
12. Easy Action – 3:52
13. Heart of Saturday Night – 3:53

## Formazione
- Dee Snider - voce
- Bernie Tormé - chitarra
- Marc Russel - basso
- Clive Burr - batteria